# 斯韦齐号护航驱逐舰
斯韦齐号护航驱逐舰（英語：USS Swasey，舷号：DE-248），是美国海军于第二次世界大战期间建造的一艘埃德索尔级护航驱逐舰，其舰名取自美国南北战争期间阵亡的查尔斯·斯韦齐中尉。
该舰由凯瑟琳·斯托克斯（Catherine Stokes）小姐冠名，于1942年12月30日在德克萨斯州休斯敦布朗造船公司铺设龙骨，随后于1943年3月18日下水。1943年8月31日，斯韦齐号正式服役，交由休·M·戈德西（Hugh M. Godsey）少校指挥。

## 设计与装备
埃德索尔级护航驱逐舰的设计与巴克利级护航驱逐舰类似，均采用长船体并建有较高的舰桥。该级护航驱逐舰配备3英寸（76毫米）50倍径单装主炮，后续曾计划更换为5英寸（127毫米）38倍径主炮，但最终没有实际执行。该级护航驱逐舰由4台费尔班克斯-莫尔斯38D8-1/8-10内燃机提供动力，总功率最高可达6000匹马力，最高航速21节。其燃料舱可携带312吨重油，在12节航速下航程可达11000海里。此外，该级舰船还配备有较完善的侦查搜索系统，包括SL或SU水面雷达、SA对空雷达、QC声呐系统以及用于监听潜艇无线电的HF/DF天线。

## 服役历史
1943年9月4日，斯韦齐号离开船厂前往德克萨斯州加尔维斯顿，12日，她在当地装载补给，随后于次日出发前往路易斯安那州新奥尔良。14日，斯韦齐号启程前往百慕大进行试航调整，最终于10月23日返回查尔斯顿海军造船厂检修。11月3日，斯韦齐号被送往弗吉尼亚州诺福克接受进一步调整，2周后，她出发前往纽约并于11月21日返回。
斯韦齐号随后加入第64特遣舰队，护送UGS-25船团前往北非，12月10日，舰队顺利抵达目的地，1周后，她护送GUS-24船团返航。1944年1月3日，舰队安全跨越大西洋抵达纽约外海，斯韦齐号等待进港期间，特纳号驱逐舰突然在其3,000碼（2,700）外剧烈爆炸。斯韦齐号迅速赶往救援，但因附近聚集了许多小型船只而无法接舷，船员们很快组成了一支消防救援小队并乘坐摩托艇靠近特纳号，以期在事态稳定后登船施救。斯韦齐号随后也设法靠近特纳号，并在该舰20碼（18）范围内全力灭火，但效果不彰。7时50分，特纳号再次爆炸并倾覆沉没。
1月13日，斯韦齐号前往缅因州卡斯柯湾训练，随后于21日返回诺福克。24日，她护送UGS-31船团跨越大西洋，最终于2月13日抵达直布罗陀，3天后，她跟随GUS-30船团返航并于3月8日抵达纽约。24日，斯韦齐号加入第65特遣舰队，跟随其护送由60艘商船和6艘坦克登陆舰组成的UGS-37船团前往比塞大。4月11日夜，舰队在阿尔及利亚海域遭遇德军20余架Do 217轰炸机和Ju 88轰炸机空袭。护航船只们迅速铺设烟幕掩护商船，这也使得她们成为了被攻击的目标。23时45分，斯韦齐号防空炮组开始向一架由左舷接近的鱼雷轰炸机倾泻火力，该机投下的鱼雷自船体左舷15英尺（4.6）处略过。23时55分，防空炮火成功击落1架低飞的敌军飞机。次日0时4分，1架鱼雷机在斯韦齐号前方200碼（180）处以垂直船体方向投下鱼雷，8分钟后，船员目视观察到左舷鱼雷轨迹，舵手全力转向，成功躲过此次攻击。此轮空袭中没有商船受损，仅霍尔德号护航驱逐舰被1枚鱼雷命中左舷。13日，舰队抵达目的地，5月11日，斯韦齐号护送GUS-37船团返航。
6月4日，斯韦齐号加入围绕克罗坦号护航航空母舰组建的第22.5特混舰队，跟随其前往北大西洋执行任务。6月26日，舰队改组为猎潜大队，南下前往卡萨布兰卡。30日，舰队再次出发前往北大西洋搜寻敌军潜艇，最终于7月22日返回纽约。斯韦齐号随后进入船厂大修并在卡斯柯湾训练船员，之后即前往诺福克重归舰队。8月21日，舰队离港前往百慕大训练，随后继续执行反潜巡逻任务。9月9日，舰队被调往百慕大以东海域躲避飓风。6天后，斯韦齐号和弗罗斯特号离队前往搜寻在风暴中沉没的沃灵顿号驱逐舰。15日9时40分，两艘护航驱逐舰找到了之前与沃灵顿号同行的许阿得斯号战斗支援舰，斯韦齐号随即放下小艇搜寻幸存者，最终，她救起了2名船员并打捞起30具尸体。斯韦齐号随后返回猎潜大队，跟随其继续反潜巡逻直至10月20日返回纽约。
10月11日，斯韦齐号离开船厂前往诺福克，3天后，她前往百慕大开展为期6周的恢复训练。12月26日，斯韦齐号跟随舰队前往关塔那摩湾训练并于30日返回。1945年1月2日至5日，舰队驻留巴尔的摩修整，随后于1月10日再次出发前往百慕大训练和巡逻，2月4日，舰队返回纽约。3月25日，舰队启程前往大西洋中部搜寻可能的U型潜艇集中区，4月15日至16日，队内弗罗斯特号和斯坦顿号协同击沉了U-1235号潜艇和U-880号潜艇。4月25日至28日，舰队进入纽芬兰阿真舍休整补给，随后继续进行反潜巡逻直至德国投降。
5月14日，斯韦齐号返回纽约，29日，她南下南卡罗来纳州查尔斯顿大修，期间加装了部分防空武器。7月4日，斯韦齐号启程前往关塔那摩湾训练，8月7日，她结束训练开始向西航行，11日，她穿越巴拿马运河进入太平洋，随后于14日抵达圣迭戈。26日，斯韦齐号离港前往夏威夷并于9月2日抵达珍珠港，3天后，她搭载100名乘客返航，最终于11日将他们送达圣迭戈。12日，斯韦齐号启程返回美国东岸并于28日抵达诺福克。
10月27日，斯韦齐号驶抵格林科夫斯普林斯封存。1946年1月15日，斯韦齐号正式退役并加入美国海军预备舰队，1972年11月1日，她自美国海军除籍，随后于1974年1月30日被出售拆解。

## 荣誉
斯韦齐号服役期间所获荣誉如下：
|  | Bronze star |

| 美国战役奖章 | 欧洲-非洲-中东战役奖章 （1枚战斗之星） | 第二次世界大战胜利奖章 |

## 历任舰长
| 姓名       | 译名         | 军衔 | 所属军种       | 任职时间                     |
| ---------- | ------------ | ---- | -------------- | ---------------------------- |
|            | 休·M·戈德西  | 少校 | 美国海军预备役 | 1943年8月31日                |
|            | H·A·怀特     | 少校 | 美国海军预备役 | 1944年5月31日                |
|            | H·T·麦克唐纳 | 上尉 | 美国海军预备役 | 1945年10月23日               |
|            | 劳伦斯·L·梅  | 中尉 | 美国海军预备役 | 1945年12月17日-1946年1月15日 |
| 参考文献： |              |      |                |                              |